# Gmina Lesko
Die Gmina Lesko ist eine Stadt-und-Land-Gemeinde im Powiat Leski der Woiwodschaft Karpatenvorland in Polen. Sitz des Powiats und der Gemeinde ist die gleichnamige Stadt (bis 1931 Lisko) mit etwa 5500 Einwohnern.

## Geographie
Die Gemeinde liegt in den Bieszczady (Beskiden). Wichtigstes Gewässer ist der Fluss San.

## Geschichte
Von 1975 bis 1998 gehörte die Gemeinde zur Woiwodschaft Krosno.

## Gliederung
Die Stadt-und-Land-Gemeinde Lesko besteht aus der Stadt sowie 14 Dörfern mit Schulzenämtern:
- Bachlawa
- Bezmiechowa Dolna
- Bezmiechowa Górna
- Dziurdziów
- Glinne
- Hoczew
- Huzele
- Jankowce
- Łączki
- Łukawica
- Manasterzec
- Postołów
- Średnia Wieś
- Weremień